# Laos-Maus

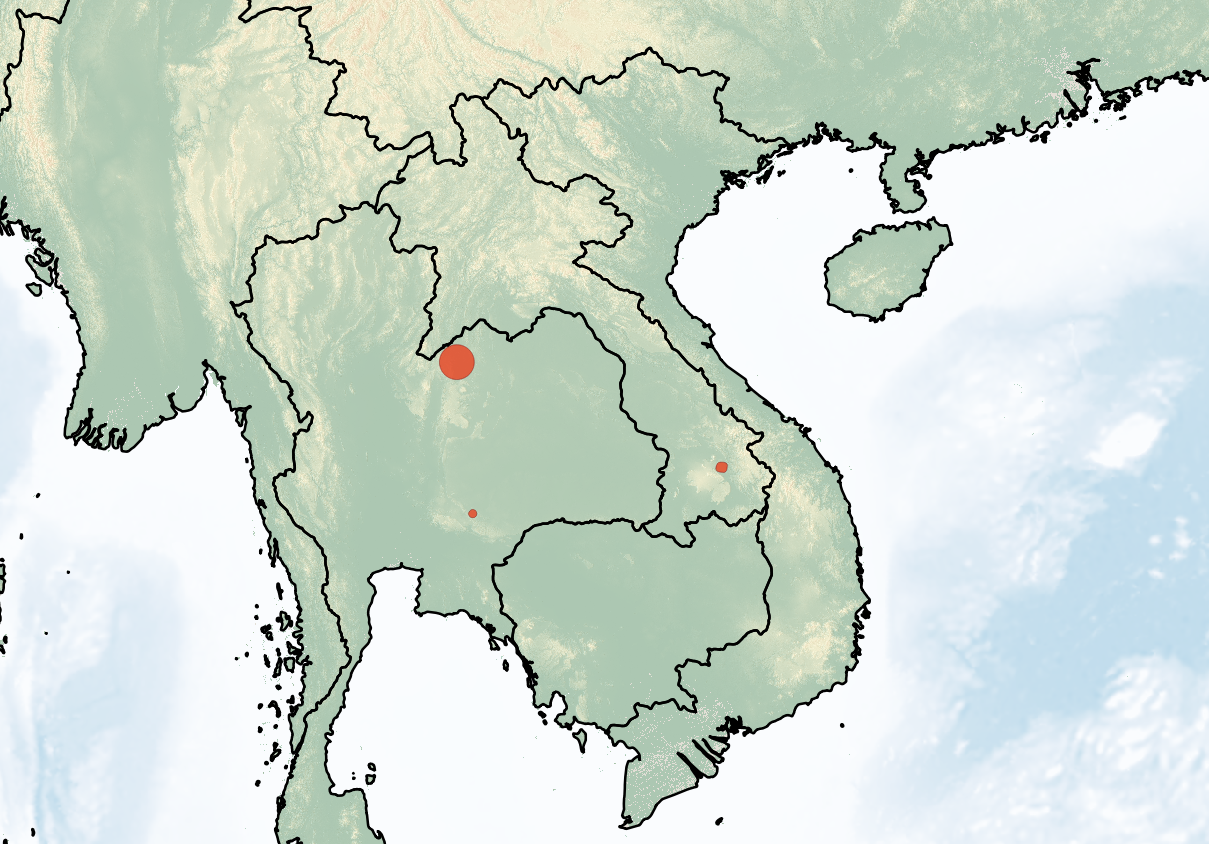
Bekannte Populationen der Laos-Maus in Rot

Die im südöstlichen Asien verbreitete Laos-Maus oder Scheidenschwanzmaus (Mus fragilicauda) ist ein Nagetier in der Gattung der Mäuse. Sie ist eng mit der Kleinen Indischen Maus, der Falbmaus und der im Jahr 2007 in den Artstatus erhobenen Mus nitidulus verwandt.

## Merkmale
Im Gegensatz zu anderen Mäusen verliert diese Art ihren Schwanz im Gelände oder wenn sie in die Hand genommen wird. Das spiegelt sich im Artzusatz fragilicauda (fragiler Schwanz) des wissenschaftlichen Namens wider. Die Individuen sind ohne Schwanz 66 bis 70 mm lang, die Schwanzlänge liegt bei 56 bis 67 mm und das Gewicht bei 9 bis 15 g. Es sind 12 bis 15 mm lange Hinterfüße und 10 bis 12 mm lange Ohren vorhanden. Oberseits ist braunes Fell vorhanden und unterseits kommen graubraune Haare vor. Verglichen mit der Falbmaus sind die Haare weicher und dünner. Mit ihrer spitzen Schnauze ähnelt die Art der Reisfeldmaus. Der diploide Chromosomensatz besteht aus 40 Chromosomen (2n=40).

## Verbreitung und Lebensweise
Die Funde dieser Art liegen verstreut über das nördliche Thailand und das südliche Laos. Eine Population in der laotischen Provinz Sekong unterscheidet sich genetisch und könnte eine bisher nicht beschriebene Art darstellen. Diese Maus lebt an grasbewachsenen Gräben neben Straßen und an Stellen mit flachem Bambus im Umfeld von Reisfeldern. Im gleichen Gebiet sind die Falbmaus und die Reisfeldmaus verbreitet.
Zum Verhalten ist fast nichts bekannt. Die Individuen sind nachtaktiv und bewegen sich auf dem Boden.

## Gefährdung
Für den Bestand liegen keine Bedrohungen vor. In den bekannten Gebieten ist die Art nicht selten. Die IUCN listet die Laos-Maus als nicht gefährdet (least concern).